# الخط الزمني لجائحة كوفيد-19 في إسكتلندا
فيما يلي الخط الزمني لوباء كوفيد-19 في اسكتلندا. تتواجد اختلافات كبيرة في التشريعات والتقارير بين دول المملكة المتحدة: إنجلترا واسكتلندا وإيرلندا الشمالية وويلز.

## الخط الزمني

### يناير 2020
- 24 يناير: أُجريت اختبارات كوفيد-19 لخمسة أشخاص في اسكتلندا، عادت جميعها بنتائج سلبية، تزامنًا مع تأسيس فريق الحادث للمرض.[1]

### فبراير 2020
- 10 فبراير: أُجري 57 اختبارًا (نتيجتهم سلبية)،[2] وارتفع الرقم إلى 412 بحلول 25 فبراير.[3]
- 22 فبراير: تحول كوفيد-19 إلى «مرض واجب الإبلاغ عنه»،[4] وأُنشئت شبكة مراقبة تضم 41 موقع اختبار لفحص عينات من المرضى المشتبه بهم، حتى لو لم يكن لديهم قصة سفر.[5]
- 26/27 فبراير: تفشى فيروس كورونا في مؤتمر نايك في إدنبرة، إذ يُعتقد أن 25 شخصًا ممن حضروا الحدث على الأقل أصيبوا بالفيروس، منهم 8 أشخاص من سكان اسكتلندا. أنشأت منظمة الحماية الصحية في اسكتلندا فريقًا لإدارة الحوادث، وتتبع الفريق مخالطي المندوبين الذين ثبتت إصابتهم.[6]
- 29 فبراير: أعلنت كاثرين كالديروود، كبيرة المسؤولين الطبيين في اسكتلندا، أن المراقبة ستبدأ في بعض المستشفيات وفي 41 عيادة جراحية في اسكتلندا.[7]

### مارس 2020
- 1 مارس: أكدت السلطات أول حالة إصابة بفيروس كورونا في اسكتلندا.[8]
- 2 مارس: أفيد أن منظمة الحماية الصحية في اسكتلندا تلقت تحذيرات من قبل السلطات الدولية حول وجود شخص من خارج المملكة المتحدة أُصيب بالفيروس بعد مؤتمر نايك في أواخر فبراير، لكن لم يُعلَم الشعب بذلك.
- 3 مارس: أُكدت إصابة أول شخص من مؤتمر نايك بالمرض. لم يُعلم الشعب، ولكن وصل الخبر إلى الوزراء الأسكتلنديين في هذا التاريخ.
- 4 مارس: أكدت حالتان أخريان، سافرت أحداهما من إيطاليا والأخرى خالطت حاملًا مؤكدًا للمرض.[9][10]
- 5 مارس: أكدت ثلاث حالات أخرى، ما رفع العدد الإجمالي للإصابات إلى خمس حالات.[11]
- 6 مارس: تضاعف عدد الحالات المؤكدة إلى 11 حالة.[12]
- 9 مارس: تضاعف عدد الحالات مجددًا ليصل إلى 23 حالة من أصل 2101 اختبارًا مجرى.[13]
- 11 مارس: أُكدت أول حالة انتقال مجتمعي غير مرتبطة بالسفر أو بالحالات المؤكدة.[14]
- 13 مارس: أكدت السلطات أول حالة وفاة بفيروس كورونا في اسكتلندا.[15]
- 16 مارس: أكدت 171 حالة من بين 4895 اختبارًا، وأُبلغ عن حالات إيجابية من قبل جميع المجالس الصحية في هيئة الخدمات الصحية الوطنية في اسكتلندا باستثناء هيئتي الخدمات الصحية الوطنية في أوركني والجزر الغربية.[16]
- 20 مارس: أمرت الحكومة الاسكتلندية بإغلاق المقاهي والحانات والمطاعم.[17]
- 23 مارس: مع ارتفاع عدد الوفيات إلى 335 حالة وفاة في المملكة المتحدة و14 حالة في اسكتلندا، أعلن بوريس جونسون أن أمر «البقاء في المنزل» على الصعيد الوطني سيدخل حيز التنفيذ اعتبارًا من منتصف الليل وسوف يُراجع كل 3 أسابيع.[18] قالت كبيرة المسؤولين الطبيين السابقة كاثرين كالديروود: «لم يعد الأمر تحضيرًا لشيء قد يحدث».[19] عُرف هذا الأمر بإغلاق المملكة المتحدة.
- 24 مارس:
  - توفي 16 مريضًا مصابًا بكوفيد-19.[20] أجريت اختبارات لما يقارب 0.17% من السكان حتى تاريخ 23 مارس 2020. مع ذلك، نُصح الأفراد الذين ظهرت لديهم الأعراض بالبقاء في المنزل ولم تجرَ لهم أي اختبارات حتى هذا التاريخ.
  - أُغلق البرلمان الأسكتلندي، مع التخطيط للانعقاد مجددًا في 1 أبريل لمناقشة قانون الطوارئ.[21]
- 25 مارس: أكدت الوزيرة الأولى أن الحكومة الاسكتلندية سوف تنشئ مجموعة استشارية لكوفيد-19 لإكمال المشورة التي تلقتها من مجموعة الطوارئ الاستشارية العلمية على مستوى المملكة المتحدة. ترأس المجموعة البروفيسور أندرو موريس من جامعة إدنبرة، ومدير الأبحاث الصحية في المملكة المتحدة، بدعم من نائب الرئيس ديفيد كروسمان، عميد الطب في جامعة سانت أندروز وكبير مستشاري الصحة العلميين في الحكومة الاسكتلندية.[21]
- 26 مارس: أُعلن عن الإبلاغ عن 25 حالة وفاة، وتسجيل 896 حالة مؤكدة في اسكتلندا.[22]
- 28 مارس: أعلن أليستر جاك، وزير خارجية اسكتلندا، أنه يخضع للعزل الذاتي بعد ظهور أعراض فيروس كورونا لديه.[23]

### أبريل 2020
- 1 أبريل:
  - تجاوز عدد حالات كوفيد-19 المؤكدة 2000 حالة في جميع أنحاء البلاد، وسجلت 76 حالة وفاة في المستشفيات. أعلنت الحكومة الاسكتلندية عن إجراء 3500 اختبار يوميًا بحلول نهاية الشهر، وبدأت أعمال البناء في مركز المعارض والمؤتمرات الأسكتلندي لإنشاء هيئة الخدمات الصحية الوطنية في لويزا جوردن، وهو مستشفى بسعة 300 سرير، يمكن توسيعه ليضم 1000 سرير إذا لزم الأمر.[24][25]
  - ألغيت مهرجانات إدنبرة لعام 2020 المخططة إقامتها في أغسطس.[26]
- 5 أبريل: استقالت كاثرين كالديروود، كبيرة المسؤولين الطبيين في اسكتلندا، من منصبها بعد أن تبين أن الشرطة تحدثت معها حول زيارتها لمنزلها الثاني خلال الإغلاق.[27]
- 6 أبريل: حصل قانون فيروس كورونا (اسكتلندا) لعام 2020، والذي قُدم كمشروع قانون طارئ في البرلمان الإسكتلندي في 31 مارس، على الموافقة الملكية، وأصبح قانونًا.[28]
- 7 أبريل: أعلنت الحكومة الاسكتلندية عن تسجيل 12,000 طالبًا من طلاب التمريض والقبالة من جميع أنحاء البلاد وبعض العاملين العائدين الذين عملوا في قطاع الرعاية الصحية والاجتماعية للانضمام إلى القوى العاملة في هيئة الخدمات الصحية الوطنية والمساعدة في مواجهة كوفيد-19. قالت رئيسة التمريض فيونا مكوين: «أريد أن أشكر كل طالب تطوع بدعمه حتى الآن». بالإضافة إلى ذلك، انضم 2000 طالب من طلاب السنة الأخيرة بالفعل إلى القوى العاملة منذ إطلاق نداء المساعدة.[29]
- 11 أبريل: وصل إشغال أسرة الرعاية الحرجة في إنجلترا ذروته بنحو 58% من السعة. تجاوزت نسبة الإشغال في شهر أبريل في اسكتلندا وويلز 40% لفترة وجيزة، في حين أبلغت أيرلندا الشمالية عن ذروة بلغت 51% في وقت مبكر من الشهر.[30]
- 16 أبريل: بعد مراجعة الإغلاق مع جميع الدول في المملكة المتحدة، اتخذ قرار بتمديده لمدة ثلاثة أسابيع أخرى حتى 7 مايو.[31]
- 20 أبريل:
  - قالت البروفيسورة أنجيلا ماكلين، نائبة المستشار العلمي للمملكة المتحدة، إن منحنى عدد الحالات المؤكدة «يتسطح».[32] بدأ عدد الأشخاص المصابين بكوفيد-19 في المستشفيات بالانخفاض في اسكتلندا وويلز وباقي مناطق إنجلترا، مع ملاحظة انخفاض كبير في العدد في لندن وميدلاندز.[33]
  - افتُتحت هيئة الخدمات الصحية الوطنية في لويزا جوردن في غلاسكو تزامنًا مع تجاوز عدد الحالات المؤكدة 8400 حالة، وتسجيل 915 حالة وفاة في المستشفيات.[34]
- 22 أبريل: أصدرت السجلات الوطنية لاسكتلندا (إن إس آر) البيانات المسجلة حتى تاريخ 19 أبريل. ارتفع عدد الوفيات في اسكتلندا بنسبة 80% فوق المتوسط البالغ 5 سنوات. سجلت 537 حالة وفاة في دور الرعاية، أي ضعف العدد المسجل في الأسبوع السابق، و910 حالات وفاة في المستشفيات، و168 حالة وفاة في المنازل أو في أماكن أخرى. كانت الأرقام اليومية الصادرة عن الصحة العامة في اسكتلندا أقل من عدد الوفيات الحقيقي بنسبة تصل إلى 40%، إذ أبلغ عن الوفيات الواقعة في المستشفيات فقط.[35]
- 23 أبريل: تزامنًا مع نشر الحكومة الاسكتلندية لتفاصيل إستراتيجية إنهاء الإغلاق، قالت نيكولا ستارجن، الوزيرة الأولى لاسكتلندا، إن رفع القيود في البلاد «من المرجح أن يجرى على مراحل» مع بقاء بعض الإجراءات سارية حتى عام 2021 «وما يليه».[36]
- 25 أبريل: تجاوز عدد الحالات المؤكدة 10,000 حالة.
- 28 أبريل: أوصت الحكومة الاسكتلندية الناس بتغطية وجوههم أثناء تواجدهم في بعض الأماكن العامة مثل المتاجر ووسائل النقل العام.[37]

### مايو 2020
- 7 مايو:
  - تجاوز عدد حالات كوفيد-19 المؤكدة 11,500 حالة على امتداد البلاد، وسُجلت 1515 حالة وفاة في المستشفيات. أعلنت الحكومة الاسكتلندية أنها وصلت إلى عدد الاختبارات المستهدف وهو 3500 اختبار يوميًا في مختبرات هيئة الخدمات الصحية الوطنية التي بدأت العمل في أبريل وأجرت 4661 اختبارًا في 30 أبريل. أعلنت الحكومة أيضًا أن هدفها التالي هو إجراء 8000 اختبار يوميًا في مختبرات هيئة الخدمات الصحية الوطنية على امتداد اسكتلندا بحلول منتصف مايو.[38]
  - مددت نيكولا ستارجن قيود الإغلاق في اسكتلندا لمدة ثلاثة أسابيع أخرى، لكنها ذكرت إمكانية تغييرها في حال وجود دليل على أن هذا الفعل آمن.[39]
- 8 مايو: أفادت الوزيرة الأولى نيكولا ستارجن بوجود معرفة بأن كل دولة من الدول الأربع في المملكة المتحدة تتحرك بسرعة مختلفة فيما يتعلق بتخفيف الإغلاق وأنها لن تخضع للضغط من أجل رفع القيود قبل الأوان.[40]
- 10 مايو:
  - حدّثت حكومة المملكة المتحدة رسالتها الخاصة بفيروس كورونا من «البقاء في المنزل، وحماية هيئة الخدمات الصحية الوطنية، وإنقاذ الأرواح» إلى «البقاء في حالة استعداد، والسيطرة على الفيروس، وإنقاذ الأرواح». أعرب حزب العمال المعارض عن قلقه من أن الشعار قد يكون مربكًا، وصرح قادة الحكومات المفوضة في اسكتلندا وويلز وإيرلندا الشمالية أنهم سيحتفظون بالشعار الأصلي.[41]
  - أزالت نيكولا ستارجن قيد الخروج للهواء الطلق مرة واحدة يوميًا في اسكتلندا بدءًا من اليوم التالي.[42]
- 11 مايو:
  - في خطاب وطني موجه إلى اسكتلندا في بداية الأسبوع السابع من الإغلاق، طلبت نيكولا ستارجن من الأمة «الاستمرار في الإغلاق لفترة أطول قليلًا، لنتمكن من تعزيز التقدم، ولا نعرضه للخطر [...] لن أخاطر بحدوث وفيات لا داعي لها بسبب فعل متهور أو قبل أوانه». شكلت هذه اللحظة مفترق طرقٍ بدأت عنده الدول الأربع في المملكة المتحدة باتباع نهج مختلفة للتعامل مع قيود الإغلاق.[43]
  - أُعلم الشعب بشأن تفشي الفيروس في مؤتمر نايك من خلال نسخة من مسلسل بي بي سي ديسكلوجر الوثائقي.[44][45][46]
- 18 مايو:
  - وضعت وزيرة اسكتلندا الأولى، نيكولا ستارجن، خططًا لبدء تخفيف قيود إغلاق اسكتلندا اعتبارًا من 28 مايو.[47]
  - أُلزَم أي شخص بعمر 5 سنوات أو أكثر، ظهرت عليه أعراض كوفيد-19 بإجراء الاختبار، وأُضيف فقد الشم إلى قائمة أعراض كوفيد-19.[48][49]
  - توّج نادي سلتيك بطلًا لاسكتلندا للموسم التاسع على التوالي في حين استبعد نادي هارت أوف ميدلوثيان بعد أن أنهى دوري كرة القدم الأسكتلندي للمحترفين موسمه لعامي 2019-2020 مبكرًا بسبب تفشي كوفيد-19.[50]
- 19 مايو: أصدرت بي بي سي وسكاي نيوز المزيد من المعلومات حول مؤتمر نايك، تفيد أن مخالطي مندوبي شركة نايك لم يخضعوا للاختبار أو يتلقوا الدعم الطبي، منهم 20 موظفًا من مجموعة لويدز المصرفية الذين تشاركوا المرافق مع المندوبين. اصطُحب مندوبو شركة نايك في جولة سيرًا على الأقدام في إدنبرة، ولم يُتعقب المرشدون السياحيون أو يُختبروا أو يبلغوا بالأمر.[51]
- 21 مايو: رسمت وزيرة اسكتلندا الأولى، نيكولا ستارجن، الخطوط العريضة «لخريطة طريق» مكونة من أربع مراحل من أجل تخفيف قيود الإغلاق في اسكتلندا، تضمنت السماح للناس بالخروج مع أشخاص من أسرة أخرى في المرحلة الأولى. تقرر تخفيف الإغلاق اعتبارًا من 28 مايو في حال استمرار انخفاض عدد الحالات الجديدة من كوفيد-19.[52] تقرر إعادة فتح المدارس في اسكتلندا في 11 أغسطس، ووضع «نموذج مدمج» للدراسة بدوام جزئي في المدرسة بالإضافة إلى التعلم من المنزل.[53]
- 24 مايو: حضر موظفان هولنديان مؤتمر نايك، ويعتقد أن أحدهما كان السبب وراء إغلاق المقر الرئيسي في هولندا. ثبت أن مؤتمر نايك كان السبب الرئيسي وراء تفشي المرض في شمال شرق إنجلترا، إذ أصيب أحد المندوبين وذهب إلى حفلة عيد ميلاد وأصاب المزيد من الأشخاص.[54]
- 26 مايو:
  - أعلنت الحكومة الاسكتلندية عن خطط للاختبار والحماية، وعن نظام تتبع ومراقبة.[55]
  - استقال دوغلاس روس من منصبه كوزير صغير في مكتب اسكتلندا بسبب دفاع حكومة المملكة المتحدة عن دومينيك كامينغز، في حين دعا 35 نائبًا محافظًا على الأقل إلى عزل كامينغز من منصبه.[56]
- 27 مايو: أبلغ أن 10 مندوبين من حضور مؤتمر نايك اصطُحِبوا لقياس الإزار الإسكتلندي ونقلوا العدوى لامرأة تقيس لهم الإزار.[57]
- 28 مايو:
  - شُغّلت أنظمة تتبع المخالطين في إنجلترا واسكتلندا،[58] وهما نظام الاختبار والتتبع الخاص بخدمات الصحة الوطنية في إنجلترا، ونظام الاختبار والحماية في اسكتلندا. لكن، أخبر ديدو هاردينغ أعضاء البرلمان أن النظام في إنجلترا لن يكون «جاهزًا للعمل جهوزيةً كاملة على المستوى المحلي» حتى نهاية يونيو.[59][60]
  - أعلنت وزيرة اسكتلندا الأولى، نيكولا ستارجن، عن تخفيف إجراءات الإغلاق في اسكتلندا اعتبارًا من اليوم التالي، وسُمح للأشخاص من أسرتين مختلفتين الالتقاء في الهواء الطلق بشرط ألا يزيد التجمع عن ثمانية أفراد.[61]
- 29 مايو: خُففت إجراءات الإغلاق في اسكتلندا.[62]

### يونيو 2020
- 7 يونيو: لم تُسجل وفيات جديدة في اسكتلندا أو إيرلندا الشمالية خلال آخر 24 ساعة. يعد هذا التاريخ الوحيد الذي لم تسجل فيه اسكتلندا أي وفيات جديدة منذ بدء الإغلاق في مارس.[63][64]
- 8 يونيو: لم يُبلغ عن أي وفيات في اسكتلندا لليوم الثاني على التوالي.[65]
- 13 يونيو: حث اتحاد التجزئة الإسكتلندي الحكومة الاسكتلندية على تحديد موعد مؤقت لإعادة فتح المتاجر غير الأساسية.[66]
- 18 يونيو: أعلنت وزيرة اسكتلندا الأولى، نيكولا ستارجن، عن المرحلة التالية من تخفيف قيود الإغلاق في البلاد. سُمح للأشخاص الذين يعيشون بمفردهم أو الوالد الأعزب لأطفال أن يشكلوا ما يسمى بـ «مجموعة موسعة» مع أسرة واحدة أخرى اعتبارًا من 19 يونيو، وسُمح لهم بقضاء الليلة عند العائلة الأخرى، في حين سُمح باجتماع ثلاثة أسر في الهواء الطلق. أصبح قناع الوجه إلزاميًا في وسائل النقل العام اعتبارًا من 22 يونيو، وسُمح بإعادة فتح معظم المتاجر اعتبارًا من 29 يونيو.[67][68]
- 19 يونيو: مع دخول اسكتلندا المرحلة الثانية من خريطة الطريق لتخفيف قيود الإغلاق، استبدلت الحكومة الاسكتلندية رسالة «ابق في المنزل» بعبارة «ابق آمنًا».[69]
- 21 يونيو:
- لم تسجل وفيات جديدة بسبب كوفيد-19 في اسكتلندا وأيرلندا الشمالية.[70][71]
- تقرر أن يرسل نظام الاختبار والحماية الخاص بهيئة الصحية الوطنية، وهو خدمة تعقب المخالطين في اسكتلندا، منشورات إلى كل أسرة في البلاد تشرح كيفية عمل النظام، وما يجب على الأشخاص فعله إذا ظهرت عليهم أعراض كوفيد-19.[72]
- 22 يونيو: أصبح ارتداء أقنعة الوجه إلزاميًا في وسائل النقل العام في اسكتلندا، مع استثناء الأطفال دون سن الخامسة والأشخاص الذين يعانون من حالات طبية معينة.[73] سُمح لأطباء الأسنان بإعادة فتح عياداتهم للمرضى الذين يحتاجون إلى علاج عاجل، ووُسعت الخدمات الصحية مرة أخرى.[74] سُمح أيضًا بإعادة فتح أماكن العبادة في اسكتلندا للصلاة الفردية.[75]
- 23 يونيو: أكد وزير التعليم الإسكتلندي جون سويني أن المدارس في اسكتلندا ستعود بدوام كامل في أغسطس في حال استمرار السيطرة على فيروس كورونا.[76]
- 24 يونيو: أعلنت الوزيرة الأولى نيكولا ستارجن عن تغييرات كبيرة في قيود الإغلاق في اسكتلندا. شملت هذه التغييرات السماح للناس بالاجتماع داخل منازلهم مع أسرتين أخريين اعتبارًا من 10 يوليو، وإعادة فتح الحانات والمطاعم وأماكن الإجازات وصالونات تصفيف الشعر اعتبارًا من 15 يوليو. بقي أمر التباعد الاجتماعي لمسافة مترين ساريًا في اسكتلندا.[77]
- 26 يونيو: لم تسجل اسكتلندا أي وفيات أو حالات إصابة جديدة بكوفيد-19 خلال آخر 24 ساعة، ما دفع الوزيرة الأولى نيكولا ستارجن للتنبؤ بأن اسكتلندا «اقتربت» من القضاء على الفيروس.[78]
- 27 يونيو: أبلغت شركات السفر عن «انفجار أعداد» حجوزات العطلات منذ أن أعلنت حكومة المملكة المتحدة عن خطط لتخفيف قيود الحجر الصحي على السفر إلى الخارج. لكن قالت اسكتلندا إنها لم تتخذ قرارًا بعد في هذا الشأن. على الرغم من أن حكومة المملكة المتحدة تتمتع بالسلطة بشأن الحدود، لكن يجب استشارة الحكومة الاسكتلندية حول الحجر الصحي في اسكتلندا لأن الأمور الصحية في اسكتلندا تابعة للحكومة الاسكتلندية.[79][80]
- 28 يونيو: بعد يومين من عدم الإبلاغ عن وفيات في اسكتلندا، توقعت البروفيسورة ديفي سريدهار، خبيرة الصحة العامة في جامعة إدنبرة، أن اسكتلندا قد تقضي على كوفيد-19 مع نهاية الصيف.[81]
- 29 يونيو: أُعيد فتح محلات البيع بالتجزئة غير الأساسية في اسكتلندا.[82]

### يوليو 2020
- 2 يوليو: أعلنت الوزيرة الأولى، نيكولا ستارجن، أن ارتداء أقنعة الوجه سيصبح إلزاميًا في المتاجر في اسكتلندا اعتبارًا من 10 يوليو.[83]
- 3 يوليو:
  - نشرت حكومة المملكة المتحدة قائمة تضم 59 دولة لن يطبق على زوارها الحجر الصحي عند عودتهم إلى إنجلترا اعتبارًا من 10 يوليو. من بين تلك الدول اليونان وفرنسا وبلجيكا وإسبانيا، لكن البرتغال والولايات المتحدة ليستا من الدول المدرجة في القائمة. لم تطبق هذه التغييرات في اسكتلندا أو ويلز أو أيرلندا الشمالية، إذ بقيت قيود الحجر الصحي سارية على جميع الوافدين من خارج المملكة المتحدة.[84]
  - رفعت اسكتلندا قيود السفر ضمن محيط خمسة أميال، وسمحت أيضًا باستخدام أماكن العطلات ذات الخدمة الذاتية.[85]
- 5 يوليو: قالت جين فريمان، أمينة وزير الصحة والرياضة في اسكتلندا، أن البلاد لا تطبق فحوصات الحجر الصحي على الركاب الذين يصلون إلى اسكتلندا من الخارج لأن المسؤولين لا يملكون تصريحًا أمنيًا للوصول إلى معلومات الركاب. من المقرر أن تبدأ الفحوصات في غضون أيام مع الانتهاء من الفحوصات الأمنية للموظفين.[86]
- 6 يوليو:
  - مع تزايد المخاوف بشأن زيادة البطالة، أعلنت حكومة المملكة المتحدة عن مخطط بقيمة 111 مليون جنيه إسترليني لمساعدة الشركات في إنجلترا على توفير 30 ألف فرصة تدريب إضافية؛ وقُدم 21 مليون جنيه إسترليني لتمويل مخططات مماثلة في اسكتلندا وويلز وإيرلندا الشمالية.[87]
  - أعيد فتح حدائق البيرة ومقاهي الأرصفة في اسكتلندا بعد خمسة عشر أسبوعًا من الإغلاق.[88]
- 8 يوليو: على خلاف القائمة التي وضعتها حكومة المملكة المتحدة للبلدان المستثناة من قيود الحجر الصحي، أعلنت الحكومة الاسكتلندية أن الركاب القادمين من إسبانيا وصربيا ما زالوا مضطرين إلى الخضوع للحجر الصحي لمدة 14 يومًا عند وصولهم إلى اسكتلندا.[89]
- 9 يوليو:
  - أعلنت الوزيرة الأولى لاسكتلندا، نيكولا ستارجن، أن الناس في اسكتلندا سيكونون قادرين على الاجتماع مع أسرتين أخريين داخل المنزل اعتبارًا من 10 يوليو، وسُمحت أيضًا التجمعات الموسعة في الهواء الطلق لخمسة عشر شخصًا فما دون اعتبارًا من نفس اليوم. تقرر إعادة فتح مراكز التسوق اعتبارًا من 13 يوليو، وصالونات تصفيف الشعر والحلاقين والقاعات الداخلية للبارات والمطاعم اعتبارًا من 15 يوليو.[90]
  - أُغلقت معظم بوابات حديقة كيلفنغروف في غلاسكو خلال فصل الصيف لمنع التجمعات الكبيرة ومشاكل السلوك المعادي للمجتمع في الحديقة أثناء الإغلاق.[91]
- 10 يوليو:
  - نظرًا لأن ارتداء أغطية الوجه أصبح إلزاميًا في المحلات التجارية في اسكتلندا، ناقشت حكومة المملكة المتحدة تطبيق نفس القاعدة في المحلات التجارية في إنجلترا، وظهر رئيس الوزراء بوريس جونسون في الأماكن العامة وهو يرتدي غطاءً للوجه.[92][93]
  - منحت الحكومة الاسكتلندية الاتحاد الأسكتلندي لكرة القدم الإذن لبدء الدوري الأسكتلندي الممتاز 2020-2021 في 1 أغسطس.[94]
- 11 يوليو: انخفض عدد حالات كوفيد-19 الجديدة في اسكتلندا إلى أرقام فردية بعد أن سُجلت 7 إصابات في آخر 24 ساعة ؛ لم تُسجل وفيات جديدة بفيروس كورونا في اسكتلندا خلال نفس الفترة.[95]
- 13 يوليو: سُمح بإعادة فتح مراكز التسوق في اسكتلندا، وممارسة الرياضات الاحتكاكية في الهواء الطلق للأطفال.[96]
- 15 يوليو:
  - أعيد افتتاح صالونات تصفيف الشعر والحلاقين والحانات والمطاعم ودور السينما والمناطق السياحية ودور العبادة ومرافق رعاية الأطفال في اسكتلندا فيما وصفته الوزيرة الأولى نيكولا ستارجن بأنه «أكبر خطوة حتى الآن» في تخفيف قيود الإغلاق.[97]
  - لم تسجل اسكتلندا أي وفيات مشفوية بسبب كوفيد-19 لليوم السابع على التوالي، ولم تسجل أي حالة من الفيروس في مشافيها لثلاثة أيام وذلك في الأسبوع المنتهي في 12 يوليو. منذ 26 يونيو، مرت ستة أيام دون دخول أي حالة إلى المستشفى.[98]
- 16 يوليو:
  - أعلنت وزيرة اسكتلندا الأولى، نيكولا ستارجن، عن تغييرات في قوانين الإغلاق بالنسبة للأشخاص المحتمين في المنازل، اعتبارًا من 17 يوليو. اعتبارًا من ذلك التاريخ، يمكنهم زيارة أماكن الإقامة، وكذلك الأسواق الخارجية والحدائق.[99]
  - أشار البحث الذي أجرته الخدمة الصحية في اسكتلندا على عينة من 4751 شخصًا بين أبريل ويونيو إلى أن أقل من 5% من الأسكتلنديين أصيبوا بكوفيد-19.[100]
- 18 يوليو: شهدت اسكتلندا أكبر ارتفاع يومي في حالات الإصابة بكوفيد-19 منذ 21 يونيو، إذ أُبلغ عن تسجيل 21 حالة خلال آخر 24 ساعة، ثمانية منها في منطقتي غلاسكو وكلايد.[101]
- 19 يوليو:
  - سجلت 23 حالة إصابة جديدة بكوفيد-19 في اسكتلندا، لكن لم تسجل وفيات.[102]
  - أكد مسؤولو الصحة أنهم يحققون في وجود مجموعة محتملة من حالات كوفيد-19 مرتبطة بمركز اتصال في لاناركشاير، وهو مركز يتابع نظام تعقب المخالطين الخاص بالصحة العامة في إنجلترا.[103]
- 20 يوليو:
  - أُبلغ عن إصابة ستة أشخاص بفيروس كوفيد-19 بسبب التفشي في مركز الاتصال. اكتشفت الحالات في موقع سايتل في مذرويل، وما يزال التحقيق جاريًا.[103]
  - رفعت اسكتلندا قيود الحجر الصحي عن القادمين من إسبانيا.[104]
- 21 يوليو:
  - أُبلغ عن تسجيل 22 حالة جديدة من كوفيد-19 في اسكتلندا، 14 منها مرتبطة بالتفشي في مركز اتصال لاناركشاير.[105]
  - أعلنت الحكومة الاسكتلندية عن زيادة رواتب بنسبة 2.8% فوق معدل التضخم لعاملي الخدمات الطبية وطب الأسنان في الخدمات الصحية الوطنية بأثر رجعي يعود إلى 1 أبريل.[106]
- 22 يوليو:
  - أظهرت الأرقام الصادرة عن السجلات الوطنية في اسكتلندا أن وفيات كوفيد انخفضت إلى أدنى مستوى لها منذ بداية الوباء، وذكرت تسجيل ست وفيات بسبب الفيروس خلال الأسبوع المنتهي في 19 يوليو، وذلك مقارنةً بأكثر من 600 وفاة أسبوعيًا خلال ذروة الوباء في أبريل 2020.[107]
  - رُبطت خمس أعمال محلية، منها الحانات والمقاهي، بتفشي كوفيد في مركز الاتصال في لاناركشاير.[108]
  - توجب على الأطفال دون سن الخامسة الذين أظهروا أعراض كوفيد إجراء الاختبار؛ في السابق كان يجرى الاختبار فقط في حال وجود «حاجة سريرية ملحة».[109]
- 23 يوليو:
  - أُلغي سباق الجري الأسكتلندي الكبير لعام 2020، المقرر إجراؤه في 4 أكتوبر، بسبب جائحة كوفيد-19.[110]
  - أعلنت الحكومة الاسكتلندية عن تمويل 850 وظيفة تدريس جديدة و200 موظف دعم لمساعدة المدارس على إعادة فتح أبوابها في 11 أغسطس.[111]
  - اعتذرت الحكومة الاسكتلندية لأصحاب الملاهي بعد تقديمها نصيحة غير صحيحة مفادها أنه بإمكانهم إعادة فتح أبوابهم في 15 يوليو، وأُجبروا على الإغلاق مجددًا.[112]
- 24 يوليو: لم يبلغ عن وفيات جديدة بفيروس كورونا في اسكتلندا، ولكن سُجلت 20 حالة إصابة جديدة بالفيروس.[113]
- 26 يوليو:
  - فُرضت قيود الحجر الصحي مجددًا على المسافرين القادمين من إسبانيا بعد ارتفاع حاد في عدد حالات كوفيد-19 فيها.[114]
  - سُجلت أربع حالات إصابة جديدة بكوفيد-19 في اسكتلندا، لكن لم تُسجل وفيات لليوم العاشر على التوالي.[115]
- 27 يوليو: أعلنت الوزيرة الأولى نيكولا ستارجن أن المستشفى المؤقت، إن إتش إس لويزا جوردن، سيستخدم للمساعدة في التخلص من تراكم مواعيد العيادات الخارجية التي تأخرت بسبب جائحة كوفيد-19، وذلك بعد نجاح التجربة على مجموعة صغيرة من زوار العيادات الخارجية.[116]
- 29 يوليو:
  - جرى التحقيق في وجود مجموعة محتملة من حالات كوفيد-19 في غلاسكو بعد تسجيل 14 حالة جديدة في المدينة.[117]
  - أعلنت الحكومة الاسكتلندية عن برنامج إنعاش فندقي بقيمة 14 مليون جنيه إسترليني، مصمم لدعم صناعة السياحة حتى صيف 2021.[118]
- 30 يوليو:
  - أعطت الوزيرة الأولى نيكولا ستارجن الضوء الأخضر للمدارس لتفتح أبوابها في 11 أغسطس، وتوقعت حضور جميع التلاميذ فصولهم الدراسية بدوام كامل اعتبارًا من 18 أغسطس.[119]
  - حددت ستارجن موعدًا مؤقتًا لإعادة فتح الصالات الرياضية وحمامات السباحة والأماكن الرياضية الداخلية في 14 سبتمبر، لكنها قالت إنها ستراجع الوضع في غضون ثلاثة أسابيع لترى إمكانية وضع تاريخ أبكر.[120] حُدد نفس التاريخ أيضًا لعودة الأحداث الرياضية القائمة على وجود جمهور.[121]
  - أكدت ستارجن أن برنامج الحماية سيتوقف مؤقتًا في 1 أغسطس.[122]
  - انتقد مكتب تنظيم الإحصاءات ستارجن بسبب التعليقات التي أدلت بها والتي زعمت فيها أن معدلات كوفيد-19 في إنجلترا كانت أعلى بخمس مرات منها في اسكتلندا.[123]
  - أُضِيفت لوكسمبورغ إلى قائمة البلدان التي يجب على المسافرين القادمين منها الخضوع للحجر الصحي لمدة 14 يومًا بعد ارتفاع الحالات فيها، وبدأ تنفيذ هذا الأمر اعتبارًا من منتصف الليل.[124]
- 31 يوليو:
  - سُجلت 30 حالة إصابة جديدة بكوفيد-19 في اسكتلندا، وهو أعلى ارتفاع يومي منذ 4 يونيو، ولم تُسجل أي وفيات بسبب كوفيد لليوم الخامس عشر على التوالي.[125]
  - حذرت الحكومة الاسكتلندية الناس من زيارة مناطق إنجلترا الخاضعة لقوانين الإغلاق، بعد فرض إجراءات في مانشستر الكبرى وشرق لانكشاير وغرب يوركشاير.[126]
  - أعلن مطار إدنبرة عن خطط للاستغناء عن ثلث القوى العاملة البالغ قوامها 750 فردًا بسبب تأثير جائحة كوفيد-19.[127]

### أغسطس 2020
- 1 أغسطس:
  - أوقف برنامج الحماية مؤقتًا في إنجلترا واسكتلندا، واستمر في المناطق التي فُرضت فيها احتياطات إضافية.[128]
  - سُجلت 18 حالة إصابة جديدة بكوفيد-19، بانخفاض قدره 12 حالة عن اليوم السابق.[129]
  - أعيد افتتاح أشهر ثلاث مناطق سياحية تاريخية في اسكتلندا، وهي قلعة إدنبرة، وقلعة ستيرلنغ، وقلعة أوركهارت، أمام العامة، لكنها خفضت من أعداد السياح فيها.[130]
  - مع بدء موسم الدوري الأسكتلندي الممتاز 2020–2021، حثت الشرطة المشجعين على الابتعاد عن أماكن المباريات.[131]
- 2 أغسطس: أعلن مسؤولو الصحة أنهم يتحرون وجود مجموعة من 13 حالة كوفيد-19 مرتبطة بحانة في أبردين.[132]
- 4 أغسطس:
  - استلم طلاب المدارس الثانوية درجاتهم العليا. نظرًا لعدم تمكنهم من أداء امتحاناتهم بسبب الوباء، قُدرت درجاتهم من قبل المعلمين، ولكن ورد أن الهيئة التي منحت الشهادات خفضت حوالي ربع الدرجات الممنوحة من أجل «الحفاظ على المصداقية».[133]
  - ارتفع عدد حالات كوفيد-19 المرتبطة بمجموعة أبردين إلى 32 حالة.[134]
- 5 أغسطس: فُرضت قيود الإغلاق مجددًا على أبردين بعد أن ارتفع عدد الحالات في المدينة إلى 54 حالة. أُمر بإغلاق الحانات والمطاعم بحلول الساعة الخامسة مساءً، وطُبقت قيود السفر من وإلى المدينة.[135]
- 6 أغسطس: ارتفع عدد حالات كوفيد-19 في أبردين إلى 79 حالة.[136]
- 7 أغسطس:
  - وسعت الوزيرة الأولى، نيكولا ستارجن، قائمة الأماكن التي يجب ارتداء أغطية الوجه فيها لتشمل المكتبات والمتاحف ودور العبادة، اعتبارًا من اليوم التالي. أعلنت أيضًا أن جمع تفاصيل تعقب المخالطين سيصبح إلزاميًا في قطاع السياحة والفنادق اعتبارًا من الأسبوع التالي.[137]
  - سُجلت 43 حالة أخرى في اسكتلندا، وبلغ عدد الحالات المرتبطة بأبردين 101 حالة. شملت الحالات حالتين في نادي أبردين، إذ ثبتت إصابة لاعبين بالفيروس من مجموعة مكونة من ثمانية أشخاص ذهبوا لملهى ليلي في عطلة نهاية الأسبوع السابقة.[138]
- 8 أغسطس: أُبلغ عن تسجيل 60 حالة كوفيد-19 أخرى في اسكتلندا، منها 39 حالة في منطقة إن إتش إس غرامبيان التي تضم مدينة أبردين.[139]
- 9 أغسطس: أعلن الوزراء عن تخفيف القواعد الخاصة بزيارات الرعاية المنزلية اعتبارًا من اليوم التالي، وسُمح بثلاثة زوار في الهواء الطلق لكل شخص من أسرتين مختلفتين.[140]
- 10 أغسطس:
  - اعتذرت الوزيرة الأولى، نيكولا ستارجن، عن الجدل حول نتائج الامتحان، قائلةً إن الحكومة الاسكتلندية «لم تنجز الأمر بالشكل الصحيح».[141]
  - وجد استطلاع لمؤسسة رويال بنك أوف سكوتلاند أن القطاع الخاص للاقتصاد الأسكتلندي «اقترب من الاستقرار» في أعقاب آثار الإغلاق.[142]
  - حذر مرفق بارز لإدارة خدمات الترفيه في القطاع العام من أن مراكز الترفيه تواجه تهديد الإغلاق بسبب تأثير الوباء.[143]
- 11 أغسطس:
  - وافقت الحكومة الاسكتلندية على تحسين الآلاف من نتائج الامتحانات عقب الجدل حول الدرجات الممنوحة، وقررت قبول تقديرات المعلمين لنتائج التلاميذ.[144]
  - عاد التلاميذ في اسكتلندا إلى المدرسة لأول مرة منذ مارس.[145]
- 12 أغسطس: أعلنت الوزيرة الأولى نيكولا ستارجن أن إجراءات الإغلاق سوف تبقى سارية في أبردين. تراجعت الحالات فيها منذ تنفيذ الإغلاق، لكنها بقيت أعلى من المناطق الأخرى.[146]
- 13 أغسطس: حذرت الوزيرة الأولى نيكولا ستارجن من خطر تزايد حالات كوفيد-19 في اسكتلندا مجددًا بعد سلسلة من التجمعات في أوركني وغلاسكو وأبردينشاير.[147]
- 14 أغسطس:
- بدأ دوري كرة القدم الأسكتلندي للمحترفين بتنفيذ إجراءات تأديبية على نادي أبردين وسلتيك بسبب انتهاك بروتوكول كوفيد-19.[148]
- أعلنت السلطات توفير اختبار لأي مخالط وثيق لمريض كوفيد-19 في منطقة غرامبيان، بغض النظر عما إذا ظهرت عليه أعراض أم لا.[149]
- 15 أغسطس: أُبلغ عن 51 حالة إصابة أخرى بكوفيد-19 في اسكتلندا، سُجلت 25 حالة منها في منطقة إن إتش إس غرامبيان.[150]
- 16 أغسطس:
  - منحت الحكومة الاسكتلندية الصندوق الوطني لاسكتلندا 3.8 مليون جنيه إسترليني، للحفاظ على 200 وظيفة.[151]
  - كشف تحقيق أجرته سنداي بوست عن نقل 37 مريضًا على الأقل مصابًا بفيروس كوفيد إلى دور الرعاية بعد تشخيصهم في المستشفى.[152]
- 18 أغسطس: صرحت هيئة المؤهلات الاسكتلندية أنها ستصدر 75,000 شهادة امتحان جديدة بعد الجدل حول الدرجات.[153]
- 19 أغسطس: مُددت إجراءات الإغلاق في أبردين لمدة أسبوع آخر. قالت الوزيرة الأولى، نيكولا ستارجن، إن القيود لها آثار وعواقب، لكن رفعها «ليس آمنًا بعد».[154]
- 20 أغسطس:
  - أضيفت البرتغال إلى قائمة الدول المستثناة من الحجر الصحي في المملكة المتحدة، في حين شُطبت منها كرواتيا والنمسا وترينيداد وتوباغو؛ وأزالت اسكتلندا سويسرا من قائمة الاستثناء من الحجر الصحي الخاصة بها.[155]
  - أعلنت الوزيرة الأولى، نيكولا ستارجن، عن السماح بإعادة فتح الصالات الرياضية وحمامات السباحة والملاعب الرياضية الداخلية اعتبارًا من 31 أغسطس.[156]
- 22 أغسطس:
  - سُجلت 123 حالة إصابة جديدة بكوفيد-19 في اسكتلندا خلال آخر 24 ساعة.[157]
  - أُلزم طلاب وموظفو مدرسة جيمس جيليسبي الثانوية في إدنبرة بارتداء أغطية للوجه أثناء التنقل بين الفصول الدراسية اعتبارًا من 24 أغسطس بعد انتشار صور للممرات المزدحمة فيها على وسائل التواصل الاجتماعي.[158]
- 23 أغسطس:
  - رُفعت قيود الإغلاق في أبردين جزئيًا، بالإضافة إلى قيود السفر والتجمعات الداخلية اعتبارًا من 24 أغسطس، وسُمح بإعادة فتح الحانات والمطاعم اعتبارًا من 26 أغسطس.[159]
  - سجلت اسكتلندا زيادة قدرها 83 حالة من كوفيد-19 في آخر 24 ساعة، منها 37 حالة في تايسايد.[160]
- 24 أغسطس:
  - أعلنت الحكومة الاسكتلندية أنها في «المراحل النهائية» من النقاش حول إلزام طلاب المدارس الثانوية بارتداء أغطية الوجه أثناء التنقل بين الصفوف الدراسية.[161]
  - رُبطت 27 حالة كوفيد-19 بمدرسة في دندي، وسُجلت معظمها لدى طاقم المدرسة.[162]
- 25 أغسطس:
  - أعلنت الحكومة الاسكتلندية عن إلزام تلاميذ المدارس بارتداء أغطية الوجه في ممرات المدرسة والمناطق العامة والحافلات المدرسية اعتبارًا من يوم الاثنين 31 أغسطس.[163]
  - استؤنف تصوير مسلسل سوب ريفر التلفزيوني التابع لقناة بي بي سي سكوتلاند.[164]
- 26 أغسطس: سجلت اسكتلندا حالتي وفاة بسبب كوفيد-19، وهي أول مرة تُسجل فيها وفيات يومية منذ 16 يوليو.[165]
- 27 أغسطس: أعلنت الوزيرة الأولى، نيكولا ستارجن، إجراء 17,500 اختبار كوفيد للأطفال في جميع أنحاء اسكتلندا خلال الأسبوع الماضي، وأبدى 49 اختبارًا نتائج إيجابية.[166]
- 28 أغسطس:
  - دخل قانون جديد حيز التنفيذ. منح القانون الشرطة الحق بإنهاء الحفلات المنزلية التي تضم أكثر من خمسة عشر شخصًا.[167]
  - أعلنت الوزيرة الأولى، نيكولا ستارجن، أن الحكومة الاسكتلندية تجري محادثات مع قادة الأعمال التجارية حول العودة التدريجية إلى العمل، لكنها لا تريد رؤية الناس خائفين من العودة إلى العمل.[168]
- 29 أغسطس: سجلت اسكتلندا ثاني أكبر عدد من حالات كوفيد-19 اليومية منذ نهاية مايو، إذ سُجلت 88 حالة مؤكدة أخرى خلال آخر 24 ساعة.[169]
- 30 أغسطس: سجلت اسكتلندا 123 حالة أخرى من كوفيد-19، محققةً أكبر عدد من الحالات الجديدة خلال 48 ساعة منذ 22 مايو. تزامنت هذه الأخبار مع وصول عدد الاختبارات إلى مستوى قياسي.[170]
- 31 أغسطس:
  - أعربت الوزيرة الأولى، نيكولا ستارجن، عن قلقها بعد ثبوت إيجابية اختبار كوفيد-19 لدى 160 شخصًا آخرين.[171]
  - أصبحت أغطية الوجه إلزامية في المدارس الثانوية الاسكتلندية.[172]
  - سُمح بإعادة فتح الصالات الرياضية وحمامات السباحة والملاعب الرياضية الداخلية.[173]

### سبتمبر 2020
- 1 سبتمبر:
  - أظهرت الأرقام الصادرة عن الحكومة الاسكتلندية أن معدل الالتحاق بالمدارس انخفض إلى 84.5%، وتغيب 100 ألف تلميذ عن الفصول الدراسية.[174]
  - أُعيد فرض قيود على زيارة الأسر الأخرى في غلاسكو والمناطق المجاورة في غرب دونبارتونشاير وإيست رينفروشاير بعد ارتفاع حالات كوفيد-19.[175]
  - أعلنت الحكومة الاسكتلندية عن فرض الحجر الصحي على المسافرين القادمين من اليونان إلى اسكتلندا بدءًا من الساعة الرابعة صباحًا في 3 سبتمبر.[176]
- 2 سبتمبر:
  - عثر مسؤولو الصحة على دليل يثبت انتقال كوفيد-19 في مدرستين في غلاسكو.[177]
  - دافع نائب الوزيرة الأولى، جون سويني، عن قرار الحكومة الاسكتلندية بالسماح ببقاء الحانات مفتوحة في غلاسكو بعد تطبيق إجراءات إغلاق أكثر صرامة في المدينة؛ قائلًا إن الفيروس ينتشر عبر الأسر وليس عبر قطاع السياحة.[178]
  - حذر حزب المحافظين الأسكتلندي المعارض من أن تلاميذ المدارس يتلقون «تعليمًا وتدريسًا أقل»، إذ خططت المدارس لإعطاء دروس أقل في المواد الرئيسية مثل الرياضيات واللغة الإنجليزية، ودعوا إلى اتخاذ إجراءات عاجلة لمنع ذلك.[179]
- 3 سبتمبر:
  - حذرت الوزيرة الأولى، نيكولا ستارجن، من أن كوفيد-19 ينتشر مجددًا في اسكتلندا، إذ سُجلت 101 حالة مؤكدة جديدة، 53 منها في منطقة غلاسكو الكبرى.[180]
  - أزالت اسكتلندا البرتغال من قائمة الدول المستثناة من الحجر الصحي اعتبارًا من الساعة الرابعة صباحًا يوم 5 سبتمبر.[181]
- 4 سبتمبر: انتقد وزير النقل البريطاني غرانت شابس الحكومة الاسكتلندية لفرضها قيود الحجر الصحي على اليونان والبرتغال، قائلًا إنهم «تسرعوا» في ضمهم اليونان للقائمة ولم يأخذوا جميع البيانات بعين الاعتبار حين اتخذوا قرارهم بشأن البرتغال.[182]
- 5 سبتمبر:
  - سُجلت 141 حالة إضافية من حالات كوفيد-19، ما أدى إلى تحقيق أعلى ارتفاع أسبوعي منذ مايو، وتجمع المتظاهرون المناهضون للإغلاق في إدنبرة للاحتجاج على القيود.[183]
  - مع ارتفاع الحالات في لاناركشاير، حذر مسؤولو الصحة من إمكانية فرض مزيد من القيود إذا استمرت هذه الزيادة.[184]
- 6 سبتمبر: سُجلت 208 حالات جديدة أخرى في اسكتلندا.[185]
- 7 سبتمبر:
  - بعد الإبلاغ عن تسجيل 146 حالة كوفيد-19 أخرى، ذكرت الوزيرة الأولى نيكولا ستارجن أنه قد يكون من الضروري «التمهل» في تخفيف إجراءات الإغلاق في اسكتلندا.[186]
  - وُسع نطاق القيود المفروضة على الزيارات المنزلية في غرب اسكتلندا ليشمل رينفروشاير وإيست دونبارتونشاير.[187]
- 8 سبتمبر: أُبلغ عن تسجيل 176 حالة كوفيد-19 أخرى في اسكتلندا، وذلك في جميع مناطق المجلس الصحي الرئيسي.[188]
- 9 سبتمبر:
  - أظهرت الأرقام الصادرة عن السجلات الوطنية في اسكتلندا (إن آر إس) أن الوفيات بين أبريل ويونيو 2020 زادت بمقدار الثلث مقارنة بالسنوات الأخرى، وسُجلت 18,201 حالة وفاة، بزيادة 4515 وفاة عن متوسط خمس سنوات.[189]
  - حذر قطاع التعليم الخارجي في اسكتلندا من أنه قد يواجه الضياع دون دعم مالي من الحكومة الاسكتلندية.[190]
- 10 سبتمبر:
  - قُلل عدد الأشخاص المسموح بهم في التجمعات الاجتماعية داخل وخارج المنازل إلى ستة في محاولة لوقف تزايد حالات كوفيد، وأُلزم الزبائن في الحانات والمطاعم والمقاهي بارتداء أغطية الوجه عند عدم تناول الطعام. تأجلت التغييرات المخطط لها في 14 سبتمبر حتى 5 أكتوبر، أي أن المسارح وأماكن الموسيقى ومرافق اللعب الداخلية والرياضات الاحتكاكية الداخلية لن تفتح كما كان مخططًا في الأساس.[191]
  - أصبح تطبيق تعقب المخالطين الخاص باسكتلندا، المسمى احمِ اسكتلندا، متاحًا للتنزيل، وبلغ عدد التنزيلات بحلول اليوم التالي نحو 600,000.[192] بحلول 17 سبتمبر، طُلب من 100 شخص من مستخدمي التطبيق عزل أنفسهم بعد مخالطتهم لشخص مصاب بالفيروس.[193]
- 11 سبتمبر: مُنعت الأسر في لاناركشاير من الاختلاط اعتبارًا من منتصف الليل.[194]
- 12 سبتمبر: وصلت حالات كوفيد-19 في اسكتلندا إلى أعلى مستوى لها في أربعة أشهر، إذ أبلغ عن 221 حالة يومية أخرى.[195]
- 13 سبتمبر: ارتفع عدد حالات الإصابة اليومية بكوفيد-19 إلى 244 حالة.[196]
- 14 سبتمبر: ذكرت الوزيرة الأولى، نيكولا ستارجن، وجود «مخاوف جدية للغاية» بشأن التأخير في اختبارات كوفيد، وقالت إنها تسعى إلى «مناقشات عاجلة» مع وزراء حكومة المملكة المتحدة حول هذه القضية.[197]
- 15 سبتمبر:
  - قالت الوزيرة الأولى نيكولا ستارجن إنها أجرت محادثات «بناءة» مع وزير الصحة البريطاني مات هانكوك حول تأخر اختبارات الفيروس، وأبدت ثقتها في إمكانية حل المشكلة.[198]
  - طرحت ستارجن احتمال منع تقليد «الغيزينغ»، وهو النسخة الاسكتلندية من تقليد خدعة أم حلوى في عيد الهالوين لعام 2020.[199]
- 16 سبتمبر:
  - ضغطت عائلات من مجموعة أقارب دور الرعاية في اسكتلندا على نواب البرلمان من أجل إجراء تحسينات في قوانين الزيارة، التي وصفوها بالـ «المجحفة».[200]
  - نشرت السجلات الوطنية لاسكتلندا تفصيلًا للوفيات المرتبطة بكوفيد-19، وذكرته في 4236 حالة وفاة منذ بداية الوباء. بلغت الوفيات ذروتها بـ 108 حالات في 9 أبريل، وسُجلت خمس وفيات ذات صلة بكوفيد-19 في الأسبوع من 7-13 سبتمبر. بلغ العدد الإجمالي للوفيات في نفس الأسبوع 1056 حالة، أي أعلى بخمسة بالمئة من المتوسط.[201]
- 17 سبتمبر:
  - أُضيفت تايلاند وسنغافورة إلى قائمة الدول المستثناة من الحجر الصحي، أي أن المسافرين القادمين منهما لن يحتاجوا إلى عزل أنفسهم. أُزيلت سلوفينيا وغوادلوب من القائمة.[202]
  - ثبتت إصابة 11 شخصًا بكوفيد-19 بعد تفشي الفيروس في أماكن إقامة تابعة لجامعة إدنبرة نابير.[203]
  - صرحت بي بي سي اسكتلندا أنها سوف تستمر في بث موجز الحكومة الاسكتلندية عقب انتقادات نتيجة إعلانها خلال الأسبوع السابق أن البث التلفزيوني سيعتمد على «الجدارة التحريرية».[204]
- 18 سبتمبر:
  - حذرت الوزيرة الأولى، نيكولا ستارجن، من الحاجة إلى قرارات «صعبة ولكن ضرورية» بشأن القيود لمنع حدوث إغلاق شامل آخر.[205]
  - استجابةً لتعليقات ستارجن، طلبت جامعة سان أندروس من طلابها إجراء إغلاق طوعي خلال عطلة نهاية الأسبوع التالية والبقاء في غرفهم قدر الإمكان وتجنب الاختلاط مع الآخرين.[206]
- 19 سبتمبر: ارتفع عدد حالات كوفيد-19 اليومية في اسكتلندا إلى 350 حالة، وسُجلت ثلاث وفيات.[207]
- 20 سبتمبر: ذكرت وزيرة الصحة جين فريمان وجود مناقشات لفرض غرامات كبيرة على الأفراد المخالفين لتعليمات العزل الذاتي.[208]
- 21 سبتمبر:
  - تحدثت الوزيرة الأولى نيكولا ستارجن عن النية شبه المؤكدة في تطبيق قيود إضافية بشأن كوفيد في الأيام القليلة المقبلة.[209]
  - فرض دوري كرة القدم الأسكتلندي للمحترفين غرامة على ناديي أبردين وسلتيك قدرها 30 ألف جنيه إسترليني بعد أن خالف لاعبو كلا الناديين قواعد كوفيد-19.[210]
- 22 سبتمبر: أعلنت الوزيرة الأولى نيكولا ستارجن تمديد الحظر المفروض على زيارة الأسر الأخرى على امتداد اسكتلندا اعتبارًا من اليوم التالي. تلا ذلك حظر الدخول إلى الحانات والمطاعم بعد الساعة العاشرة مساءً اعتبارًا من 25 سبتمبر.[211]
- 23 سبتمبر:
  - سجلت اسكتلندا 486 حالة يومية أخرى. وصفت نيكولا ستارجن الأرقام بالمقلقة، لكنها شددت على أهمية تذكر أن عدد الاختبارات التي تجرى في هذه المرحلة أكثر من عدد تلك المجراة في ذروة الوباء.[212]
  - طبق 600 طالب من جامعة غلاسكو العزل الذاتي بعد تفشي كوفيد-19 فيها، إذ سُجلت 124 حالة على الأقل.[213]
- 24 سبتمبر:
  - نُصح طلاب الجامعات الاسكتلندية بعدم زيارة الحانات والمطاعم والحفلات، والاختلاط فقط مع شركاء سكنهم في محاولة لوقف انتشار كوفيد-19.[214]
  - واجهت الحكومة الاسكتلندية انتقادات بشأن الحيرة التي سببتها اللوائح الخاصة باختلاط الأسر في أماكن العطلات ذات الخدمة الذاتية.[215]
- 25 سبتمبر:
  - وُضعت دوريات شرطة إضافية في الخدمة في عطلات نهاية الأسبوع لضمان التزام الحانات والبارات والمطاعم بحظر التجول في الساعة العاشرة مساءً.[216]
  - صرحت الوزيرة الأولى نيكولا ستارجن أن الطلاب ليسوا مسؤولين عن تفشي كوفيد-19 بعد أن ادعى البعض خصهم بالذكر ونصحهم بعدم زيارة الحانات والمطاعم.[217]
- 26 سبتمبر:
  - قال المدير الطبي الوطني في اسكتلندا، جيسون ليتش، إن جائحة كوفيد-19 «تكبر» الآن بعد تسجيل 700 حالة مؤكدة أخرى خلال الـ 24 ساعة الماضية.[218]
  - منحت جامعة غلاسكو طلابها خصمًا من إيجار أماكن سكنهم لمدة أربعة أسابيع بسبب جائحة كوفيد-19.[219]
- 27 سبتمبر:
  - أصدرت الحكومة الاسكتلندية تعليمات جديدة للطلاب المتأثرين بكوفيد-19، منها السماح لهم بزيارة منازل ذويهم في حال وجود «عذر منطقي» مثل الطوارئ العائلية.[220]
  - أشارت الأرقام التي نشرتها الصحة العامة في اسكتلندا إلى أن السبب وراء تفشي كوفيد-19 حاليًا هو انتقال العدوى بين المراهقين، إذ شكلت الإصابات المسجلة لدى المراهقين الذين تراوحت أعمارهم بين 15-19 عامًا 43% من الإصابات في 24 سبتمبر.[221]
  - أكد نائب الوزيرة الأولى جون سويني أن خطط الطوارئ مستمرة لإجراء التغييرات الممكنة على الجدول الزمني لانتخابات البرلمان الأسكتلندي لعام 2021.[222]
- 28 سبتمبر: نصحت الحكومة الاسكتلندية الطلاب بالعودة إلى منازلهم إذا كانوا يعانون في المساكن الطلابية بسبب تفشي كوفيد، لكن قال وزير التعليم إنه لا يتوقع حدوث «سفر جماعي».[223]